# Lippia alba
Lippia alba là một loài thực vật có hoa trong họ Cỏ roi ngựa. Loài này được (Mill.) N.E.Br. ex Britton & P.Wilson mô tả khoa học đầu tiên năm 1925.